# Тунян, Араик Георгиевич
Араи́к  Гео́ргиевич Туня́н (арм. Արայիկ Ժորայի Թունյան, 6 января 1966, Степанаван, Армянской ССР) — армянский государственный деятель, кандидат юридических наук, доцент, почетный профессор РАУ, судья Конституционного Суда Республики Армения, судья Суда Евразийского экономического союза.

## Образование
- 1973-1983 гг. — степанаванская средняя школа N 2 им. А. С. Пушкина.
- 1986-1991 гг. — юридический факультет МГУ им. М. В. Ломоносова (диплом с отличием).
- 1992-1995 гг. — аспирантура отделения теории и социологии права института государства и права Российской академии наук (диплом кандидата юридических наук).
- 2004 г. — Всемирная торговая организация. Региональный институт информационных технологий (Египет, г. Каир) (квалификационное свидетельство по теме: «Экономика и предпринимательство».
- 2007г. — Секретариат Венецианской комиссии Совета Европы (Италия, г.Триест) (квалификационное свидетельство по теме: «Евроинтеграция — конституционные и законодательные реформы»).

## Трудовая деятельность
- 1984 — 1986 гг. — служба в Советской Армии.
- 1984 — 1991 гг. — студент юридического факультета МГУ.
- 1992 — 1995 гг. — аспирант института государства и права РАН.
- 1995 — 1999 гг. — юрисконсульт организации «Тесла» (г. Москва).
- 1999 — 2001 гг. — главный специалист управления по законодательным вопросам Министерства юстиции РА.
- с 2000 г. — преподаватель юридического факультета Российско-Армянского (Славянского) государственного университета.
- 2001 — 2003 гг. — заместитель начальника управления по законодательным вопросам Министерства юстиции РА.
- с 2002 г. — советник юстиции 1-го класса.
- 2003 — 2005 гг. — начальник отдела хозяйственного законодательства аппарата Министерства юстиции РА.
- с 2004 г. — заведующий кафедрой гражданского права и гражданского процесса Российско-Армянского (Славянского) государственного университета.
- с 2006 г. — государственный советник гражданской службы 2-го класса.
- с 2011 г. — государственный советник гражданской службы 1-го класса.
- 2013 г. — награждён медалью Мхитара Гоша.
- 2005 — 2014 гг. — начальник юридического управления аппарата Президента РА.
- 2014 г. — 9 июня решением Национального Собрания РА был назначен членом Конституционного Суда Республики Армения.
- 2014 — 2024 гг. – судья Конституционного Суда Республики Армения.
- Решением Ученого Совета РАУ избран почетным заведующим кафедрой гражданского права и гражданско-процессуального права․
- С 01 января 2024 года решением Высшего Евразийского экономического совета назначен на должность судьи Суда Евразийского экономического союза.

## Награды и звания
- Медаль Мхитара Гоша (2013).
- Золотая медаль РАУ.
- Почетный профессор РАУ.
- Государственный советник гражданской службы 1-го класса.
- Советник юстиции 1-го класса.
- Кандидат юридических наук, доцент.

## Научная деятельность
Ряд научных работ в области общей теории права, гражданского права, земельного права, гражданского процесса.
Список научных работ Туняна Араика Георгиевича Архивная копия от 6 января 2014 на Wayback Machine.